# Ferdinand Küchler

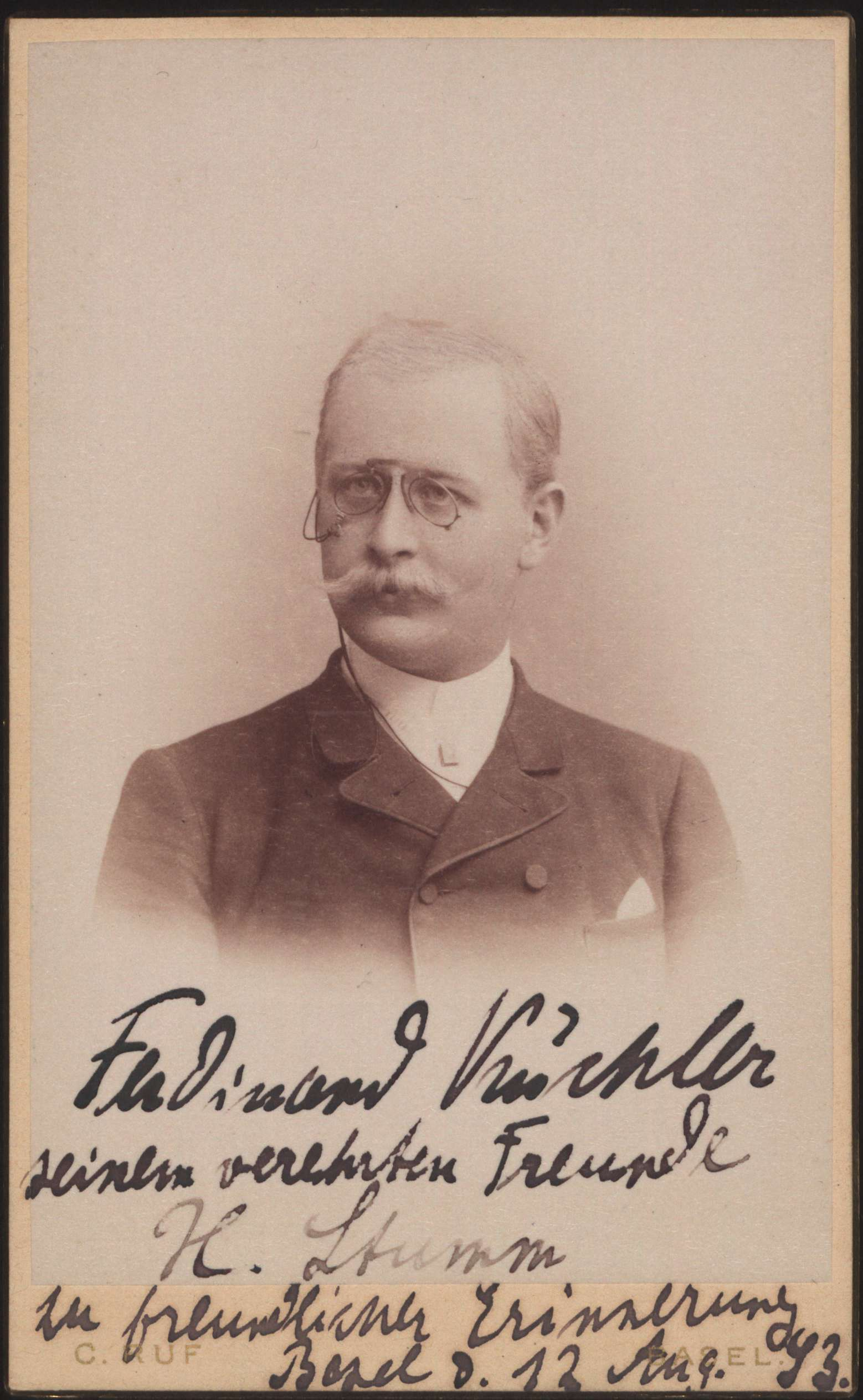
Ferdinand Küchler (etwa 1893)

Ferdinand Küchler (* 14. Juli 1867 in Gießen; † 24. Oktober 1937 in Leipzig) war ein deutscher Geiger, Bratschist, Dirigent und Komponist.

## Leben
Küchler studierte von 1883 bis 1888 bei Johann Naret-Koning und Hugo Heermann am Hoch’schen Konservatorium in Frankfurt am Main, wo er dann von 1898 bis 1910 als Violinlehrer tätig war. Er wirkte als Solo- und Quartett-Bratschist. 1889 wurde er Violinist am Basler Orchester und 1898 Mitglied im Heermann-Quartett. Ab 1911 war er in Basel Leiter einer privaten Musikschule und wirkte als Dirigent. Von 1927 bis 1936 lehrte er am Landeskonservatorium Leipzig. Er verfasste Lehrbücher und instruktive Violinstücke. Seine 8-bändige Violinschule (Hug-Verlag, Zürich) bildete bis Mitte der 1960er Jahre einen Schwerpunkt der pädagogischen Violinliteratur.

## Werke
- Concertino G-dur op. 11
- Concertino D-dur op. 12
- Concertino D-dur op. 14
- Concertino D-dur op. 15